# Pelophylax shqipericus
Espèce
Synonymes
- Rana shqiperica Hotz, Uzzell, Günther, Tunner & Heppich, 1987

Statut de conservation UICN

 EN B1ab(iii) : En danger
Pelophylax shqipericus, la grenouille d'Albanie, est une espèce d'amphibiens de la famille des Ranidae.

## Répartition

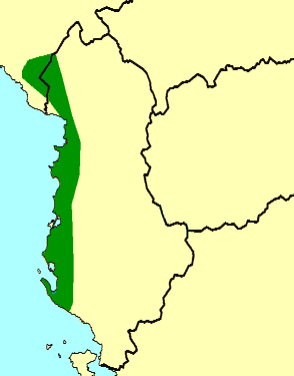
Répartition de l'espèce.

Cette espèce se rencontre du niveau de la mer jusqu'à 500 m d'altitude dans le sud des Balkans le long de la mer Adriatique :
- dans l'ouest de l'Albanie ;
- dans le sud du Monténégro.

## Publication originale
- Hotz, Uzzell, Günther, Tunner & Heppich, 1987 : Rana shqiperica, a new European water frog species from the Adriatic Balkans (Amphibia, Salientia, Ranidae). Notulae Naturae of the Academy of Natural Sciences of Philadelphia, vol. 468, p. 1-3.